# 1847年4月15日日食
1847年4月15日日食为一次在协调世界时1847年4月15日出現的日全食。該次日食食分為1.0530，食甚維持4分44秒。

## 概述
這次日食的食分是1.0530，全食維持4分44秒。

## 基本參數
- 類型：日全食
- 食甚資料：
  - 日期：1847年4月15日
  - 時間：6時16分13秒
  - 地點：22S 95E
  - 食分：1.0530
  - 日全食持續時間：4分44秒

## 外部連結
- NASA日食專頁（页面存档备份，存于）（英文）